# Flugunfall

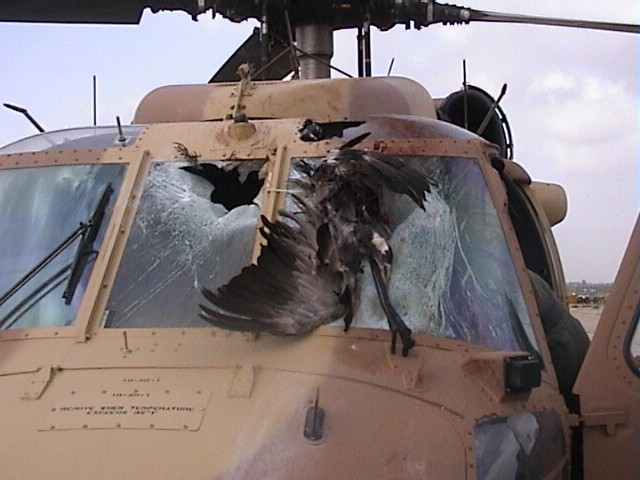
Helikopter Sikorsky UH-60 nach Vogelschlag durch einen Kranich auf die Cockpitscheibe

Flugunfall einer F-16C der US-Kunstflugstaffel USAF Thunderbirds (2003) – Der Pilot benutzt den Schleudersitz.

Ein Flugunfall ist ein unvorhergesehenes Vorkommnis im Zusammenhang mit dem Betrieb eines Luftfahrzeugs, das zu Personen- oder Sachschäden führt.

## Rechtliche Definition

### Definition der EU
Die international abgestimmten und verbindlichen Definitionen des ICAO Annex 13 wurden am 2. Dezember 2010 als für die EU verbindliche Vorschrift (Verordnung (EU) 996/2010 vom 20. Oktober 2010) erlassen und nahezu wortgleich in österreichisches und Schweizer Recht übernommen. In Deutschland wird der Begriff im Flugunfalluntersuchungsgesetz definiert.

„‚Unfall‘ ist ein Ereignis beim Betrieb eines Luftfahrzeugs, das sich im Fall eines bemannten Luftfahrzeugs zwischen dem Zeitpunkt des Anbordgehens von Personen mit Flugabsicht und dem Zeitpunkt, zu dem alle diese Personen das Luftfahrzeug wieder verlassen haben, oder im Fall eines unbemannten Luftfahrzeugs zwischen dem Zeitpunkt, zu dem das Luftfahrzeug für Bewegungen zum Zweck des Flugs bereit ist, und dem Zeitpunkt, zu dem es bei Beendigung des Flugs zur Ruhe kommt und das primäre Antriebssystem abgeschaltet wird, ereignet, bei dem
a) eine Person tödlich oder schwer verletzt worden ist durch
- Anwesenheit an Bord des Luftfahrzeugs oder
- unmittelbare Berührung mit dem Luftfahrzeug oder einem seiner Teile, einschließlich Teilen, die sich vom Luftfahrzeug gelöst haben, oder
- unmittelbare Einwirkung des Turbinenstrahls des Luftfahrzeugs,
- es sei denn, dass die Verletzungen eine natürliche Ursache haben, dem Geschädigten durch sich selbst oder von einer anderen Person zugefügt worden sind oder es sich um Verletzungen von unbefugt mitfliegenden Personen handelt, die sich außerhalb der den Fluggästen und den Besatzungsmitgliedern normalerweise zugänglichen Räume verborgen haben, oder

b) das Luftfahrzeug einen Schaden oder ein Strukturversagen erlitten hat und dadurch der Festigkeitsverband der Luftfahrzeugzelle, die Flugleistungen oder die Flugeigenschaften des Luftfahrzeugs beeinträchtigt sind und die Behebung dieses Schadens in aller Regel eine große Reparatur oder einen Austausch des beschädigten Luftfahrzeugbauteils erfordern würde, es sei denn, dass nach einem Triebwerksausfall oder Triebwerksschaden die Beschädigung des Luftfahrzeugs auf ein einzelnes Triebwerk (einschließlich seiner Verkleidung oder seines Zubehörs), Propeller, Flügelspitzen, Funkantennen, Sonden, Leitbleche, Bereifung, Bremsen, Räder, Beplankung, Panels, Fahrwerksklappen, Windschutzscheiben oder Außenhaut (wie kleine Einbeulungen oder Löcher), oder auf eine geringfügige Beschädigung der Hauptrotorblätter, der Heckrotorblätter oder des Fahrwerks oder auf eine Beschädigung, die durch Hagel- oder Vogelschlag (einschließlich Löcher im Radom) verursacht wurde, begrenzt ist, oder
c) das Luftfahrzeug vermisst wird oder völlig unzugänglich ist […]“

#### Flugunfalluntersuchungsgesetz in Deutschland
In Deutschland sind die rechtlichen Definitionen in Gesetz über die Untersuchung von Unfällen und Störungen bei dem Betrieb ziviler Luftfahrzeuge, FlUUG § 2 und im Anhang Beispiele für schwere Störungen enthalten.
Ein Unfall im Sinne des § 2 FlUUG ist ein Ereignis beim Betrieb eines Luftfahrzeugs vom Beginn des Anbordgehens von Personen mit Flugabsicht bis zu dem Zeitpunkt, zu dem diese Personen das Luftfahrzeug wieder verlassen haben, wenn hierbei:
1. eine Person tödlich oder schwer verletzt worden ist
  - an Bord eines Luftfahrzeuges oder
  - durch unmittelbare Berührung mit dem Luftfahrzeug oder einem seiner Teile, auch wenn sich dieser Teil vom Luftfahrzeug gelöst hat, oder
  - durch unmittelbare Einwirkung des Turbinen- oder Propellerstrahls eines Luftfahrzeugs,

es sei denn, dass der Geschädigte sich diese Verletzungen selbst zugefügt hat oder diese ihm von einer anderen Person zugefügt worden sind oder eine andere von den Unfall unabhängige Ursache haben, oder dass es sich um Verletzungen von unbefugt mitfliegenden Personen handelt, die sich außerhalb der den Fluggästen und Besatzungsmitgliedern normalerweise zugänglichen Räumen verborgen hatten,
oder
2. das Luftfahrzeug oder die Luftfahrzeugzelle einen Schaden erlitten hat und
  - dadurch der Festigkeitsverband der Luftfahrzeugzelle, die Flugleistungen oder die Flugeigenschaften beeinträchtigt sind und
  - die Behebung dieses Schadens in aller Regel eine große Reparatur oder einen Austausch des beschädigten Luftfahrzeugbauteils erfordern würde;

es sei denn, dass nach einem Triebwerkschaden oder Triebwerksausfall die Beschädigung des Luftfahrzeugs begrenzt ist auf das betroffene Triebwerk, seine Verkleidung oder sein Zubehör, oder dass der Schaden an einem Luftfahrzeug begrenzt ist auf Schäden an Propellern, Flügelspitzen, Funkantennen, Bereifung, Bremsen, Beplankung oder auf kleinere Einbeulungen oder Löcher in der Außenhaut,
oder
3. das Luftfahrzeug vermisst wird oder nicht zugänglich ist.

Schwere Verletzungen sind solche, die eine Person bei einem Unfall erlitten hat und die:
1. einen Krankenhausaufenthalt von mehr als 48 Stunden innerhalb von 7 Tagen nach der Verletzung erfordert, oder
2. Knochenbrüche zur Folge hat (mit Ausnahme einfacher Brüche von Fingern, Zehen oder der Nase) oder
3. Risswunden mit schweren Blutungen oder Verletzungen der Nerv-, Muskel- oder Sehnensträngen zur Folge hat oder
4. Schäden an inneren Organen verursacht hat oder
5. Verbrennungen zweiten oder dritten Grades oder von mehr als fünf Prozent der Körperoberfläche zur Folge hat oder
6. Folge einer nachgewiesenen Aussetzung gegenüber infektiösen Stoffen oder schädlicher Strahlung ist.

Als tödliche Verletzung werden solche gewertet, wenn der Tod eines Beteiligten innerhalb von 30 Tagen nach dem Unfall als Unfallfolge eintritt.

#### Störung
Von Flugunfällen werden Störungen unterschieden:
- Eine Störung ist in diesem Zusammenhang ein anderes Ereignis als ein Unfall, das mit dem Betrieb eines Luftfahrzeugs zusammenhängt und den sicheren Betrieb beeinträchtigt oder beeinträchtigen könnte.
- Eine schwere Störung ist in Ereignis beim Betrieb eines Luftfahrzeugs, dessen Umstände darauf hindeuten, dass sich beinahe ein Unfall ereignet hätte.

Die nachstehend aufgeführten Störungen sind typische Beispiele für schwere Störungen. Die Liste ist jedoch nicht erschöpfend und dient nur als Richtschnur für die Definition des Begriffs „schwere Störungen“.
- Fastzusammenstoß/gefährliche Begegnung: gefährliche Annäherung von zwei Luftfahrzeugen, bei der mindestens ein Luftfahrzeug nach Instrumentenflugregeln betrieben wurde und ein Ausweichmanöver erforderlich war oder angemessen gewesen wäre, um einen Zusammenstoß oder eine gefährliche Situation zu vermeiden;
- nur knapp vermiedene, ungewollte Bodenberührung (CFIT) mit einem nicht außer Kontrolle geratenen Luftfahrzeug;
- abgebrochener Start auf einer gesperrten oder belegten Startbahn oder Start von einer solchen Bahn mit kritischem Hindernisabstand;
- Landung oder Landeversuch auf einer gesperrten oder belegten Landebahn;
- Störung auf der Start- oder Landebahn (Runway incursion): ein Flugzeug, Fahrzeug oder eine Person gelangt unerlaubt auf eine gerade in Nutzung befindliche Start- und Landebahn;
- erhebliches Unterschreiten der vorausberechneten Flugleistungen beim Start oder im Anfangssteigflug;
- Brände oder Rauch in der Fluggastkabine oder im Laderaum und Triebwerksbrände, auch wenn diese Brände mit Hilfe von Löschmitteln gelöscht wurden;
- Umstände, die die Flugbesatzung zur Benutzung von Sauerstoff zwangen;
- Strukturversagen an der Luftfahrzeugzelle oder eine Triebwerkszerlegung, die nicht als Unfall eingestuft werden;
- mehrfaches Versagen eines oder mehrerer Luftfahrzeugsysteme, wodurch der Betrieb des Luftfahrzeugs ernsthaft beeinträchtigt wurde;
- jeder Ausfall von Flugbesatzungsmitgliedern während des Flugs;
- jeder Kraftstoffmangel, bei dem der Luftfahrzeugführer eine Notlage erklären musste;
- Störungen bei Start oder Landung; Störungen wie zu frühes oder zu spätes Aufsetzen, Überschießen oder seitliches Abkommen von der Start- oder Landebahn;
- Ausfall von Systemen, meteorologische Erscheinungen, Betrieb außerhalb des zulässigen Flugbereichs oder sonstige Ereignisse, die Schwierigkeiten bei der Steuerung des Luftfahrzeugs hätten hervorrufen können;
- Versagen von mehr als einem System in einem redundanten System, das für die Flugführung und -navigation unverzichtbar ist.

### Unterschiede in der Verwendung der Begriffe
- Ereignis: Die EU verwendet den Begriff für die Gesamtheit von Unfällen und Störungen (ICAO: occurence). In Österreich wird hierfür der Begriff Vorfall verwendet, in der Schweiz der Begriff Zwischenfall.
- Zwischenfall: Die EASA verwendet den Begriff für den in Deutschland, Österreich und der Schweiz verwendeten Begriff Störung. Die Schweiz verwendet den Begriff für den ICAO-Begriff occurence.

## Flugunfalluntersuchung
Eine Flugunfalluntersuchung ist ein Vorgang, bei dem rekonstruiert wird, was die Ursache für einen Flugunfall (z. B. ein Absturz oder ein Zusammenstoß auf dem Taxiway) war.
Bei einem Flugunfall finden grundsätzlich zwei parallel durchzuführende Untersuchungen statt:
1. Die Untersuchungen der zuständigen Stelle für Flugunfalluntersuchung. Die Zuständigkeit der Untersuchungsbehörden ist geregelt im ICAO-Artikel 26, Annex 13 (Übereinkommen von Chicago 1944). Das Ziel dieser Untersuchungen ist, die Sicherheit der Luftfahrt zu erhöhen. Die von den Strafverfolgungsbehörden unabhängige(n) Untersuchung(en) dienen nicht der Feststellung des Verschuldens, der Haftung oder von Ansprüchen.
2. Prüfung der Strafverfolgungsbehörden (Staatsanwaltschaft/Polizei), ob ein Anfangsverdacht im Hinblick auf das Vorliegen von Straftaten besteht. Falls dies bejaht wird, sind die Strafverfolgungsbehörden nach dem Legalitätsprinzip zur Aufnahme eigener strafrechtlicher Ermittlungen verpflichtet. Um einen Anfangsverdacht überhaupt feststellen bzw. ausschließen zu können, werden in diesem Spezialgebiet im Regelfall spezialisierte Sachverständige eingeschaltet, welche bei einem Unfall bei der Spurensicherung am Tatort die Ermittlungsbehörden unterstützen.

### Hintergrund
Ursprünglich wurden die Untersuchungen nur von den Strafverfolgungsbehörden durchgeführt. Die Strafverfolgungsbehörden haben die Beteiligten (Hersteller, Behörden etc.) von den Untersuchungen ausgeschlossen. Deshalb hat die ICAO dies im Artikel 26 des Übereinkommens von Chicago von 1944 mit aufgenommen. Der Artikel 26 verpflichtet jeden Staat, in dessen Hoheitsgebiet sich ein Flugunfall ereignet hat, eine Untersuchung durchzuführen. Diejenigen Länder, in denen die betroffenen Luftfahrzeuge konstruiert, gebaut, zugelassen oder eingetragen worden sind, können an der Untersuchung teilnehmen. Alleiniger Zweck dieser Untersuchungen ist die Verhütung von Flugunfällen und damit eine Verbesserung der Flugsicherheit. Details zum Ablauf einer solchen Untersuchung sind im Annex 13 des Abkommens festgeschrieben.
Anfänglich wurden die Flugunfalluntersuchungen häufig von der Aufsichtsbehörde durchgeführt. Da aber eine Aufsichtsbehörde durch den Erlass von unzweckmäßigen Vorschriften oder durch das Unterlassen ihrer Pflichten an der Entstehung eines Flugunfalls beteiligt sein kann, ist hier eine Gewaltentrennung sinnvoll. Die ICAO hat deshalb in den 1950er Jahren empfohlen, dass Flugunfälle von unabhängigen Stellen untersucht werden.
In Deutschland wurde die Gewaltentrennung am 1. September 1998 durchgeführt.
Um die europäische Richtlinie in deutsches Recht umzusetzen, wurde das Gesetz über die Untersuchung von Unfällen und Störungen bei dem Betrieb ziviler Luftfahrzeuge (Flugunfall-Untersuchungs-Gesetz – FlUUG) am 26. August 1998 geschaffen und am 1. September 1998 in Kraft gesetzt. Die bisherige Allgemeine Verwaltungsvorschrift für die fachliche Untersuchung von Flugunfällen bei dem Betrieb von Luftfahrzeugen wurde durch dieses Gesetz ersetzt.

### Vorgang
Die Vorgehensweise lässt sich am Beispiel eines Zusammenstoßes zweier Flugzeuge auf einer Start- und Landebahn folgendermaßen darstellen:
- Eine Boeing 737 stößt in Düsseldorf auf Runway 23L mit einem Airbus A320 zusammen.
- Nach der Alarmierung der Einsatzkräfte (Feuerwehr, Rettungsdienst) wird die Untersuchungsstelle benachrichtigt und Zuständigkeiten werden abgeklärt.
- Nach den Rettungsmaßnahmen werden Sachverständige an die Unfallstelle (Runway 23L) geschickt.
- Der Unfallort wird vermessen, fotografiert und dokumentiert.
- Die beiden Flugzeuge werden genauestens auf Spuren untersucht, gegebenenfalls werden sie dafür am Unfallort zerlegt.
- Aus beiden Flugzeugen werden die Flugschreiber entnommen (Flugdatenschreiber und Stimmenrecorder).
- In der Bundesstelle für Flugunfalluntersuchung werden die sichergestellten Unfallspuren und die Flugschreiber sowie weitere Quellen, etwa Sprechfunkmitschnitte oder Radarspuren, ausgewertet.

Der Bundesstelle für Flugunfalluntersuchung stehen je nach Sachverhalt zahlreiche Methoden zur Verfügung, die hier nicht erschöpfend dargestellt werden können. So geben Größe, Verformung und Verteilung von Trümmerteilen Aufschluss über die Lage, die Geschwindigkeit und die Bewegungsrichtung der Flugzeuge beim Aufprall. Weitere Methoden reichen von Befragungen und der Durchsicht von Wartungsdokumenten bis hin zu materialwissenschaftlichen Untersuchungen (z. B. Nachweis von Materialermüdung oder fehlerhaften Schweiß- oder Klebeverbindungen). Daher kann die Untersuchung ein Jahr und länger dauern. Schon die Analyse des Stimmenrekorders kann Monate beanspruchen, wenn versucht werden muss, Bedeutung und Herkunft von Hintergrundgeräuschen eindeutig festzustellen.
Die Bundesstelle erstellt nach Abschluss der Untersuchungen einen Untersuchungsbericht, der das Unfallgeschehen und sämtliche Faktoren beschreibt, und veröffentlicht diesen auf ihrer Webseite. Dieser Untersuchungsbericht ist frei zugänglich und dient allein der Vermeidung ähnlicher Unfälle. Er darf nicht zur Strafverfolgung oder für zivilrechtliche Forderungen (etwa von Versicherungen) genutzt werden. Er weist ausdrücklich keine Schuld zu, sondern stellt lediglich Ursachen fest. Die Untersuchungsstelle kann aber auch die Überarbeitung von Ausbildungen, Vorschriften, Prozeduren oder Wartungsanweisungen empfehlen.
Die Untersuchungen sind jeweils mehrschichtig. Die davon unabhängige juristische Aufklärung obliegt Sachverständigen der Strafermittlungsbehörde. Sie erstellen ein Gutachten, das der Öffentlichkeit nicht frei zugänglich ist. Anhand dieses Gutachtens prüft die Staatsanwaltschaft, ob ein Anfangsverdacht besteht, und erhebt erforderlichenfalls Anklage.
ICAO-Vorschriften
Unter ICAO-Regeln – sie greifen jedenfalls bei internationalen Flügen – muss das Land, auf dessen Gebiet sich der Unfall ereignete, den Unfall untersuchen. Fand der Unfall über internationalen Gewässern statt (zum Beispiel Air-France-Flug 447), untersucht jenes Land, in welchem das Flugzeug registriert war. Dasselbe gilt, wenn der Unfallort nicht ermittelt werden kann. Jedes Land kann, im gegenseitigen Einverständnis, die Untersuchung an ein anderes Land abgeben. Dies ist etwa der Fall, wenn einem Land die notwendige technische Expertise fehlt (Beispiel Egypt-Air-Flug 990). Die Untersuchung kann bei heiklen politischen Umständen auch an die ICAO delegiert werden (bislang vier Mal geschehen, z. B. Korean-Air-Lines-Flug 007) oder auch von zwei Staaten gemeinsam durchgeführt werden (Flugunfall von Smolensk 2010). Die Länder, in welchen das Flugzeug bzw. dessen Triebwerke gebaut wurden, entsenden technische Fachleute. Länder, deren Bürger zu Tode kamen, können Beobachter entsenden.
Die Untersuchungsbehörde veröffentlicht einen Monat nach dem Unfall einen vorläufigen Bericht. Der Abschlussbericht wird ein Jahr nach dem Unfall veröffentlicht. Ist dies nicht möglich, wird jedes Jahr ein Zwischenbericht veröffentlicht.

### Flugunfalluntersuchungsstellen

#### Deutschland
Die Bundesstelle für Flugunfalluntersuchung wurde nach FlUUG § 4 als verantwortliche deutsche Behörde errichtet. Der Untersuchungszweck ist nach FlUUG § 3 nach Möglichkeit die Ursachen aufzuklären, mit dem Ziel, künftige Unfälle und Störungen zu verhüten und die Untersuchungen dienen nicht der Feststellung des Verschuldens, der Haftung oder von Ansprüchen:

„(1) Unfälle und Störungen unterliegen einer Untersuchung mit dem ausschließlichen Zweck, nach Möglichkeit die Ursachen aufzuklären, mit dem Ziel, künftige Unfälle und Störungen zu verhüten. […]
(2) Die Untersuchungen dienen nicht der Feststellung des Verschuldens, der Haftung oder von Ansprüchen.“

Die Strafverfolgungsbehörde (Staatsanwaltschaft/Polizei) ermittelt parallel zur Bundesstelle für Flugunfalluntersuchung, ist aber keine Untersuchungsstelle. Sie beauftragt erforderlichenfalls Luftfahrtsachverständige, um zu prüfen, ob ein Anfangsverdacht besteht.
Unfälle, die überwiegend militärische Belange berühren, werden durch die Abteilung General Flugsicherheit der Bundeswehr im Luftfahrtamt der Bundeswehr mit Sitz in der Luftwaffenkaserne Wahn untersucht.

#### Österreich
Die in der Bundesanstalt für Verkehr angesiedelte Abteilung VERSA (Verkehrssicherheitsarbeit für Österreich) ist nach dem Bundesgesetz über die unabhängige Sicherheitsuntersuchung von Unfällen und Störungen (Unfalluntersuchungsgesetz – UUG 2005) § 2 für die Aufnahme und Untersuchung von Störungen und Unfällen im österreichischen Luftverkehr verantwortlich.

#### Schweiz
Die Schweizerische Sicherheitsuntersuchungsstelle (SUST) mit Sitz in Payerne ist nach der Verordnung über die Untersuchung von Flugunfällen und schweren Vorfällen (VFU) für die Untersuchung von Unfällen der Zivilluftfahrt zuständig.

#### Andere Staaten (Auszug)
- Air Accidents Investigation Branch (Großbritannien)
- Air Accident Investigation Unit (Irland)
- Agenzia Nazionale per la Sicurezza del Volo (Italien)
- Australian Transport Safety Bureau (Australien)
- Korean Aviation-Accident Investigation Board (Südkorea)
- National Transportation Safety Board (USA)
- Państwowa Komisja Badania Wypadków Lotnicznych (Polen, privatwirtschaftliche Luftfahrt) und Komisja Badania Wypadków Lotniczych Lotnictwa Państwowego (Polen, staatliche/militärische Luftfahrt)
- Transportation Safety Board of Canada / Bureau de la sécurité des transports du Canada (Kanada)

Ein Link zur Liste aller Flugunfalluntersuchungsstellen ist im Abschnitt Weblinks hinterlegt.

## Arten von Flugunfällen
- Absturz: Ein (beispielsweise infolge einer schweren Beschädigung) nicht mehr steuerbares Luftfahrzeug prallt auf den Erdboden.
- CFIT (englisch: Controlled Flight Into Terrain): Ein voll steuerbares Flugzeug kollidiert mit dem Erdboden, beispielsweise infolge eines Navigationsfehlers.
- Flugzeugkollision in der Luft: (englisch: Mid-air Collision) Zwei oder mehr Flugzeuge stoßen in der Luft zusammen.
- Startunfall: Beim Start kommt das Luftfahrzeug von der Start- und Landebahn ab, überrollt das Bahnende oder stürzt kurz nach dem Abheben ab. Etwa 20 Prozent der Unfälle geschehen beim Start.
- Landeunfall: Bei der Landung setzt das Luftfahrzeug vor der Start- und Landebahn auf, verfehlt die Bahn, kommt von ihr ab, überrollt das Bahnende oder setzt zu hart auf. Etwa 50 Prozent der Unfälle geschehen bei Landungen.[6]
- Flugzeugkollision am Boden: Zwei Flugzeuge stoßen beim Start oder bei der Landung auf einem Flugplatz zusammen. Diese Unfallart ist sehr selten, wurde jedoch durch die Flugzeugkatastrophe von Teneriffa besonders bekannt. Zu dieser Unfallart zählen auch die wesentlich häufigeren Kollisionen beim Rollen.

## Verkehrssterblichkeit und Unfallhäufigkeit
Gemessen am weltweit sehr hohen, kontinuierlich zunehmenden Flugaufkommen und einer Transportleistung allein im Passagierbereich von mehr als zwei Milliarden Menschen pro Jahr sind Flugunfälle mit Personenschäden im Bereich der zivilen Luftfahrt äußerst seltene Ereignisse.
Die zu erwartende Verkehrssterblichkeit bei Flugunfällen lag 2001/2002 nach Angaben des Europäischen Verkehrssicherheitsrates (European Transport Safety Council; ETSC) bei 15 Todesfällen je 100 Millionen Passagier-Flugstunden.
Nach Angaben der 1990 gegründeten Nichtregierungsorganisation Bureau of Aircraft Accidents Archives (B3A) (vormals Aircraft Crashes Record Office (ACRO)) mit Sitz in Genf liegen folgende statistische Daten für Luftverkehrsunfälle von Luftfahrzeugen vor, die mehr als sechs Passagiere befördern können, ausgenommen Hubschrauber, Ballone und Kampfflugzeuge (berücksichtigt werden nur Unfälle, in denen das Luftfahrzeug beschädigt wurde und deshalb nicht mehr in Dienst genommen wurde. Die Daten können daher im Vergleich zu anderen Statistiken für Vorfälle und Todesfälle höher ausfallen):

### Liste der Unfälle und Todesopfer pro Jahr
| Jahr | Tote | Anzahl Unfälle |
| ---- | ---- | -------------- |
| 2023 | 232  | 90             |
| 2022 | 357  | 100            |
| 2021 | 412  | 114            |
| 2020 | 480  | 113            |
| 2019 | 588  | 147            |
| 2018 | 1039 | 133            |
| 2017 | 404  | 129            |
| 2016 | 647  | 152            |
| 2015 | 898  | 175            |
| 2014 | 1328 | 167            |
| 2013 | 465  | 139            |
| 2012 | 800  | 156            |
| 2011 | 828  | 155            |
| 2010 | 1130 | 162            |
| 2009 | 1108 | 163            |
| 2008 | 952  | 190            |
| 2007 | 981  | 171            |
| 2006 | 1298 | 193            |
| 2005 | 1463 | 194            |
| 2004 | 767  | 178            |
| 2003 | 1233 | 201            |
| 2002 | 1418 | 198            |
| 2001 | 1539 | 211            |
| 2000 | 1586 | 198            |
| 1999 | 1150 | 221            |
| 1998 | 1721 | 226            |
| 1997 | 1768 | 232            |
| 1996 | 2796 | 251            |
| 1995 | 1829 | 266            |

Nach Angaben der Bundesstelle für Flugunfalluntersuchung (BFU) starben 2015 in Deutschland 28 Menschen bei 150 Luftverkehrsunfällen; darunter war ein Hubschrauberunfall mit drei Toten.

## Meistgenannte Unfallfaktoren in der Luftfahrt 2002–2011
| Unfallfaktor                                                           | Anteil |
| ---------------------------------------------------------------------- | ------ |
| Wahrnehmung und Entscheidungsfindung – Unterlassungen und Fehler       | 28 %   |
| Fliegerische Fähigkeiten – mangelhafte Kontrolle im Reiseflug          | 28 %   |
| Schwache Urteilsfähigkeit oder Airmanship                              | 24 %   |
| Fehlendes Situationsbewusstsein                                        | 22 %   |
| Fehlendes Crew Resource Management (CRM)                               | 21 %   |
| Triebwerksfehler                                                       | 14 %   |
| Wahrnehmung und Entscheidungsfindung – voreilige Handlungen            | 10 %   |
| Design und Ergonomiefehler                                             | 09 %   |
| Feuer und Rauch nach Crash                                             | 08 %   |
| Wahrnehmung und Entscheidungsfindung – mangelhafte Kontrolle im Anflug | 07 %   |

Mehrfachnennungen möglich.
Quelle: UK Civil Aviation Authority, CAP 1036, Global Fatal Accident Report, 2002 to 2011
Siehe auch: Human Factors Analysis and Classification System (HFACS)

## Auswirkungen
Neben der Beeinträchtigung des Flugverkehrs wirken sich Flugunfälle direkt auf die Fluggesellschaften aus. So mussten schon etliche Gesellschaften nach hohen Schmerzensgeldzahlungen Insolvenz anmelden, wenn ein Verschulden nachgewiesen wurde, und häufig leidet auch der Ruf der Gesellschaft. Beispiele: British Airtours (1985), Adam Air (2008) und Pan Am (1991).
Flugunfälle können sogar dazu führen, dass der Betrieb eines Flugzeugtyps vorübergehend oder ganz untersagt wird und alle betroffenen Flugzeuge zeitweise mit Flugverbot belegt werden.
Beispiele hierfür waren die McDonnell Douglas DC-10 infolge des Unfalls des American-Airlines-Flugs 191 von 1979, die Concorde nach dem Air-France-Unfall von 2000 sowie die Boeing 737 MAX 2019 nach dem Absturz von Lion-Air-Flug 610 und Ethiopian-Airlines-Flug 302 aufgrund von Problemen mit dem Maneuvering Characteristics Augmentation System (MCAS).